# Burnett Steamship Co.
Die Burnett Steamship Company war eine englische Reederei mit Sitz in Newcastle upon Tyne. Sie bestand von 1900 bis 1980.

## Geschichte
Die Reederei wurde 1889 mit dem Kauf eines ersten kleinen Schiffs gegründet und am 1. Januar 1900 registriert. Sie konzentrierte sich zunächst auf den Kohletransport von den Yorkshire-Häfen nach London und Westeuropa und expandierte schnell. 1908 fuhr sie bereits mit größeren Frachtern bis in die Ostsee und das Mittelmeer. Hauptlieferant ihrer Schiffe war die Werft von Wood, Skinner & Co. in Bill Quay, Gateshead, die bis zu ihrer Liquidation 1925 insgesamt 30 Schiffe, in der Mehrheit Kohlefrachter, für Burnett baute.
Der Erste Weltkrieg brachte der Reederei erhebliche Schiffsverluste. Sieben ihrer Frachter gingen 1914–1918 durch Feindeinwirkung verloren, und bei Kriegsende bestand ihre Flotte nur noch aus fünf eigenen und drei für fremde Eigner bereederten Schiffen.
1929 versuchte Burnett, mit mehreren neuen 4000-BRT-Frachtern in das weltweite Trampgeschäft einzusteigen, aber die Weltwirtschaftskrise zwang die Reederei nahezu umgehend zum Verkauf dieser Schiffe.  
Im Zweiten Weltkrieg gingen vier Schiffe verloren.
In den 1960er Jahren engagierte sich die Reederei im Verkehr zum Sankt-Lorenz-Strom und zu den Großen Seen. Dies führte zu einem Übernahmeangebot der kanadischen Federal Commerce & Navigation Ltd., das 1969 akzeptiert wurde. Burnett wurde damit eine Tochtergesellschaft der FedNav Gruppe, mit Seetransport zwischen Großbritannien und Kanada als Geschäftsfeld. 1974 kaufte Burnett die Reederei Chapman & Willan in Newcastle und deren Flotte von Massengutfrachtern.

## Ende
1980 verkaufte FedNav die beiden letzten Burnett-Schiffe, die Autotransporter und Schwesterschiffe Avon Forest und Laurentian Forest, womit das Reedereigeschäft von Burnett sein Ende fand.